# Iryna Szyława
Iryna Alehauna Szyława (biał. Ірына Алегаўна Шылава; ur. 23 września 1967 w Grodnie) – białoruska strzelczyni sportowa. Jako reprezentantka ZSRR złota medalistka olimpijska z Seulu.
Specjalizowała się w strzelaniu karabinowym. Brała udział w czterech igrzyskach olimpijskich (IO 88, IO 92 – w barwach WNP, IO 96, IO 2000 – jako reprezentantka Białorusi). W debiucie zdobyła złoto w karabinie pneumatycznym na dystansie 10 metrów. Była medalistką mistrzostw świata i Europy w różnych konkurencjach.